# Liste des phares en Caroline du Sud

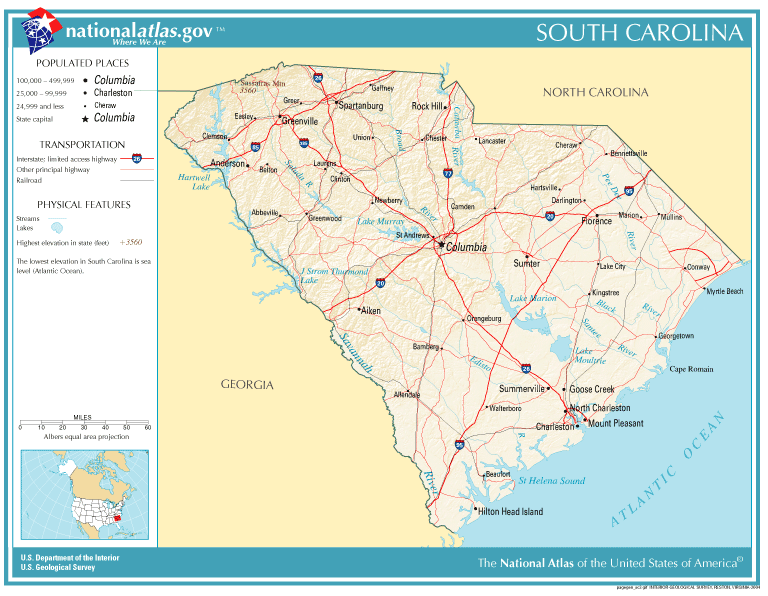
Carte de la Caroline du Sud

La liste des phares en Caroline du Sud dresse la liste des phares de l'État américain de la Caroline du Sud répertoriés par la United States Coast Guard. Située juste au nord de la Géorgie, la côte atlantique de la Caroline du Sud est relativement courte et compte huit phares historiques encore en vie.
Les aides à la navigation en Caroline du Sud sont gérées par le septième district de l' United States Coast Guard , mais la propriété (et parfois l’exploitation) de phares historiques a été transférée aux autorités et aux organisations de préservation locales.
Leur préservation est assurée par le National Park Service ou par des propriétaires privés et sont répertoriés au Registre national des lieux historiques (*).

## Comté de Horry
- Phare du Gouverneur

## Comté de Georgetown
- Phare de Georgetown *

## Comté de Charleston

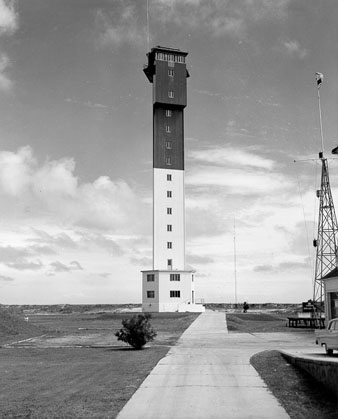
Charleston

- Phare de Cape Romain (1827) * (Inactif)
- Phare de Cape Romain (1858) * (Inactif)
- Phares de Sullivan's Island (Détruits)
- Phare de Charleston
- Phares de Fort Sumter
- Phare de Morris Island * (Inactif)
- Bulls Bay Light (en) (Détruit)
- Phare de Castle Pinckney (Détruit)
- Phare de Fort Ripley Shoal (Détruit)

## Comté de Beaufort
- Phare de Hunting Island *

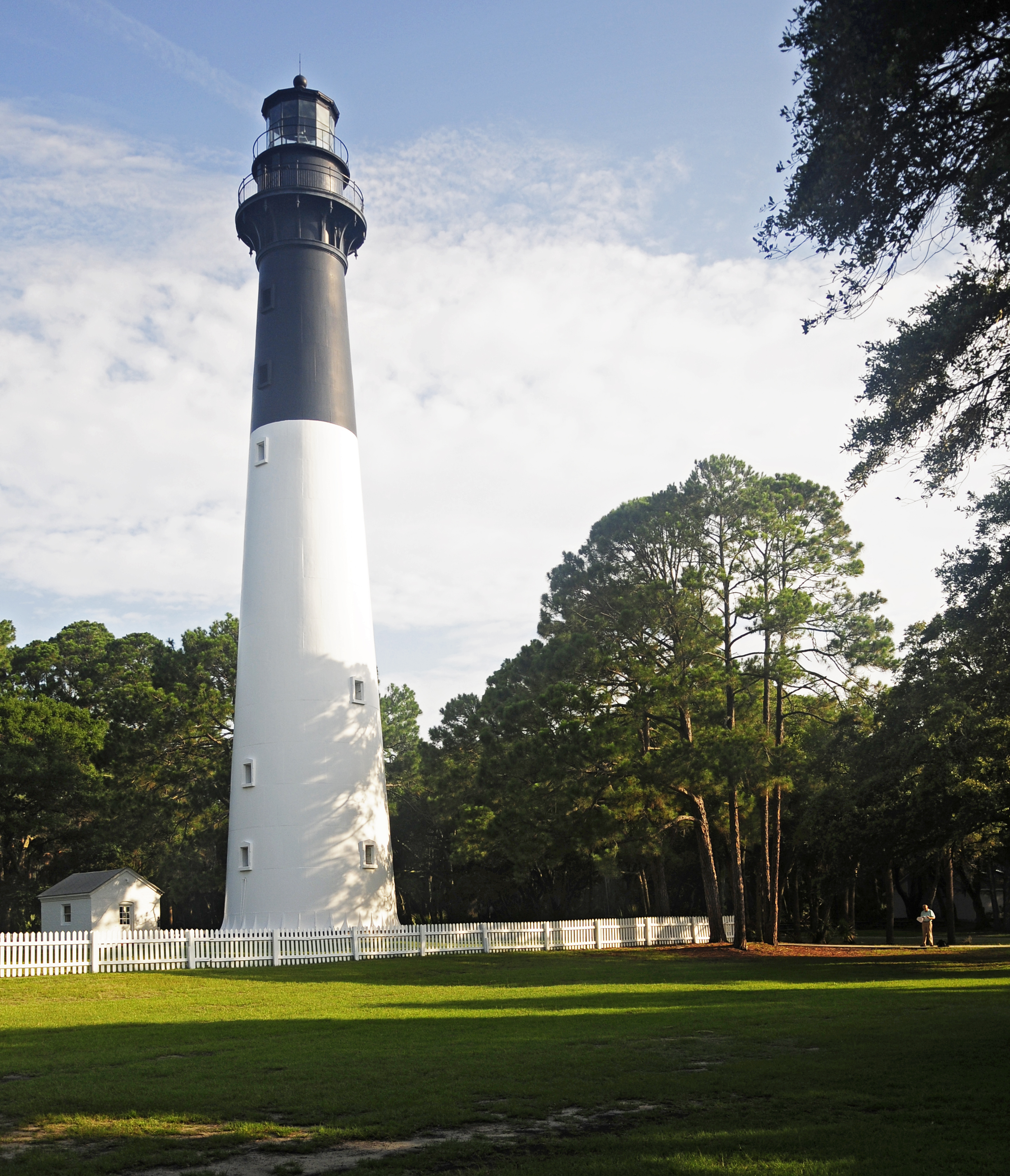
Hunting Island

- Parris Island Range Lights (en)
- Combahee Bank Light (en)
- Phare de Hilton Head *
- Phare de Harbour Town
- Phares de Haig Point
- Bloody Point Range Lights (en)